# Intet kan røre mig
Intet kan røre mig er en dansk kortfilm fra 2011 med instruktion og manuskript af Milad Alami.

## Handling
Filmen handler om outsideren Kathrine, der overlever en skydemassakre på sit gymnasium i provinsen. Katrine er den eneste, som ser at gerningsmanden er skolekammeraten Anton. Da nogle elever vil hævne sig på ham, tager hun med. Men jo længere hun træder ind i Antons verden, jo mere føler hun, at de begge har skræmmende meget tilfælles.

## Medvirkende
- Coco Hjardemaal - Katrine
- Aske Bang - Anton
- Sarah Juel Werner - Louise
- Frederik Christian Johansen - Oskar
- Anders Lunden - Søren
- Mai Emilie Seeberg Vedel - Lea
- Frederikke Kjær - Maja
- Simone Berner Nordfalk - Gymnasiepige